# 1425 в Україні

## Події
- У Стрию збудовано Костел Різдва Пресвятої Богородиці.

## Засновані, зведені
- Неполоківці
- Плебанівка (Теребовлянський район)
- Трускавець